# 向井酒造

向井酒造株式会社（むかいしゅぞう）は、京都府与謝郡伊根町にある蔵元。1754年（宝暦4年）創業。海に面して舟屋群の一角に蔵が建ってる。

## 概要
1754年（宝暦4年）創業。交通網が未発達の頃は、酒蔵のそばの船着き場から、宮津まで船で酒を運んでいた。現杜氏は向井久仁子氏。向井酒造は当主夫妻どちらも東京農業大学の卒業生であり、新しい日本酒の製造を意欲的に行っている。伊根町においては、代表銘柄の「京の春」の看板を掲げた蔵は町のシンボルともされている。伊根町で有名な舟屋を仕込み蔵として使用している。日本で海からいちばん近い蔵、そして日本でいちばん狭い蔵として紹介もされている。

## 商品
- 京の春：代表銘柄。純米大吟醸の他、山廃仕込みやにごり酒など、さまざまなバリエーションがある。
- 伊根満開：古代米である赤米を用いたため、透明感のある赤い色をしている。杜氏の向井久仁子が恩師の勧めで東京農業大学醸造科学科在学時から温めていたアイデアを実現させた[8]。2007年（平成19年）10月末日に、皇太子に献上。駐日大使時代のキャロライン・ケネディは「レッド、ライスワイン、プリーズ」と言って買い求めたこともある[9]。ほかにも世界的レストランであるノーマでは東京のホテルで期間限定営業の日本店オープンの際、伊根満開を採用している[9]。
- 美穂久仁：蔵の杜氏の大学の同窓生が茨城県で有機栽培した美山錦で醸された酒[10]
- ええにょぼ
- 益荒猛男（ますらたけお）：伊根の漁師をイメージして名付けられた山廃仕込みの辛口原酒。
- あかちゃびん：古代米の米粉と赤い酒粕で作った純米ロールケーキ（ノンアルコール）
- 酒粕アイス：夏限定商品（ノンアルコール）
- 紅白の甘酒：赤い甘酒は赤米を用いる。（ノンアルコール）